# Македонска патриотична организация „Родина“ (Гери)
Македонската патриотична организация „Родина“ е секция на Македонската патриотична организация в Гери, Индиана, САЩ. Основана е на 14 декември 1930 година в присъствието на Асен Аврамов. През 1931 година организацията провежда 10-я редовен конгрес на МПО, а знамето на организацията е осветено на 24 май 1933 година. Сред изявените дейци на дружеството са Никола Алабаков и Стоян Лазаров.